# Puerto Misahuallí
Puerto Misahuallí ist eine Ortschaft und eine Parroquia rural („ländliches Kirchspiel“) im Kanton Tena der ecuadorianischen Provinz Napo. Verwaltungssitz ist Puerto Misahuallí. Die Parroquia Puerto Misahuallí besitzt eine Fläche von 349,2 km². Die Einwohnerzahl lag im Jahr 2010 bei 5127. Die Parroquia wurde am 30. April 1969 gegründet.

## Lage
Die Parroquia Puerto Misahuallí liegt in der vorandinen Region am Westrand des Amazonastieflands. Der Río Napo durchfließt die Parroquia in östlicher Richtung. Der 400 m hoch gelegene Hauptort Puerto Misahuallí befindet sich am Nordufer des Río Napo an der Mündung des Río Misahuallí. Puerto Misahuallí befindet sich 16,5 km ostsüdöstlich der Provinzhauptstadt Tena. Von der Fernstraße E45 führt die Stichstraße E436 entlang dem Südufer des Río Napo nach Puerto Misahuallí. Dort überspannt eine einfache metallene Hängebrücke den Río Napo. Eine Nebenstraße führt entlang dem Nordufer des Río Napo von Puerto Misahuallí nach Westen. 
Im Nordosten wird die Parroquia vom Río Pusuno begrenzt, im Süden von den Flüssen Río Shalcana, Río Puni und Río Arajuno, im Südwesten von dem Flüsschen Río Umbuni. Der Río Misahuallí durchquert die Parroquia, anfangs in östlicher, später in südlicher Richtung. Dessen linker Nebenfluss Río Copayacu begrenzt das Verwaltungsgebiet im Nordwesten. Im Norden erstreckt sich das Areal westlich der Cordillera de Galeras und reicht bis zum Río Pucuno. Dort befindet sich ein kleiner Bereich innerhalb des Nationalparks Sumaco Napo-Galeras.
Die Parroquia Puerto Misahuallí grenzt im Osten an die Parroquia Ahuano, im Süden an die Parroquia Puerto Napo, im Osten an die Parroquias Tena und Archidona (Kanton Archidona) sowie im äußersten Norden an die Parroquia Cotundo (Kanton Archidona) und San Vicente de Huaticocha (Kanton Loreto, Provinz Orellana).